# 山豆根
山豆根（学名：Euchresta japonica），为豆科山豆根属下的一个种。

## 延伸阅读
[在维基数据编辑]
 《欽定古今圖書集成·博物彙編·草木典·山豆根部》，出自陈梦雷《古今圖書集成》

## 外部連結
- 山豆根毒理作用 （页面存档备份，存于） 中药材资料数据库 (淘草网) （中文）}
- 山豆根 Shan Dou Gen （页面存档备份，存于） 中藥標本數據庫 (香港浸會大學中醫藥學院) （繁體中文）（英文）
- 山豆根 中藥材圖像數據庫  (香港浸會大學中醫藥學院) （中文）（英文）